# Уайт, Майнор Мартин
Майнор Мартин Уайт (англ. Minor Martin White, 9 июля 1908, Миннеаполис — 24 июня 1976, Бостон, Массачусетс) — один из выдающихся американских фотографов XX века.

## Биография
По приглашению Ансела Адамса возглавлял факультет Калифорнийской школы искусств (англ. California School of Fine Art, теперь — San Francisco Art Institute) в Сан-Франциско с 1946 по 1953 год. Это был первый факультет искусства фотографии в США, выпестовавший многих знаменитых фотографов.
В 1952 году участвовал в основании влиятельного фотожурнала Aperture и редактировал его до 1975 года. Последние десять лет жизни преподавал в MIT.